# Nagrobek Filipa Padniewskiego
Nagrobek Filipa Padniewskiego znajduje się w kaplicy Potockich na Wawelu. Wybudowany został przez Jana Michałowicza z Urzędowa w 1572 roku.

## Kaplica i nagrobek Padniewskiego

### Przebudowa Michałowicza
Kaplica została przebudowana przez Michałowicza z gotyckiej kaplicy Różyców. Przebudowa objęła  górne części kaplicy. Zburzono sklepienie gotyckie, wprowadził żagielki i mury tarczowe, a na nich osadził kopułę z bębnem i latarnią oraz pokrył mury tynkiem.
Obecna forma wnętrza kaplicy jest rezultatem późnoklasycznej przebudowy dokonanej na zlecenie Zofii Arturowej Potockiej, według projektu wiedeńskiego architekta Piotra Nobile, w latach 1832- 1840.
Jedynym pierwotnym elementem jaki ocalał w czasie adaptacji tego wnętrza na mauzoleum Potockich jest nagrobek biskupa Padniewskiego.

### Nagrobek Padniewskiego
Zdecydowanie różni się od poprzednich dzieł Michałowicza, co potwierdza padovanowska figura i styl kartuszów. Zamiast wielkiej, półkolistej niszy środkowej charakterystycznej dla trzech wcześniejszych nagrobków Michałowicza znajduje się tu nisza dwułuczna. Cokół po raz pierwszy u Michałowicza podtrzymują trzy męskie hermy, będące motywem dekoracyjno-konstrukcyjnym. Charakteryzują się surowym opracowaniem, co dowodzi, że są dziełem pomocników
Wyraźniejszy jest także, niż w poprzednich realizacjach, schemat architektoniczny, który przez ograniczenie ornamentacji posiada wyraźniejsze niż we wcześniejszych realizacjach zarysy.
Występuje tu stosunkowo mało motywów zdobniczych: główki puttów w żagielkach arkad i na sarkofagu, rozmieszczone rytmicznie i przedzielone girlandami, poniżej) orły, kwadratowe, szlifowane kamienie na fryzie zwieńczenia.
Dookoła kartuszów herbowych widoczne są wstęgi, w prawym: herb Nowina padniewskich, w lewym: Dryja matki biskupa Małgorzaty z Zernickich, kasztelanki kaliskiej.
Całość nagrobka pnie się lekko i swobodnie w górę, wypełniając wysmukłą nisze kaplicy. Po raz pierwszy występuje tu właściwa koordynacja plastyki, znamienna dla rozwiniętego renesansu.
Michałowicz rygorystyczne, lecz swobodne posługuje się elementami architektonicznymi i ornamentalnymi. Stosuje dwułucza nie jako konieczność, a intencja dekoratorska. Używa herm, zamiast pilastrów i wiąże je za pomocą klamer przerzuconych przez sarkofag
Silny światłocień, atrybut malowniczego baroku nie był tu zamierzony, ponieważ pierwotne światło rozkładało się na nagrobku równomiernie, w intencji renesansu wpadając do kaplicy z góry przez okna latarni i bębna kopuły i z boku przez wielkie okno, które niegdyś mieściło się w murze południowym.
W wyjątkowy sposób widoczne jest zaznaczenie chrześcijańskiego charakteru nagrobka. Artysta wypełnił żagielek  u zbiegu łuków sceną pasyjną uwydatniając Mękę Pańską, podczas gdy zwykle umieszczano tam krzyż lub Zbawiciela Tryumfującego.